# هندسة المرور (اتصالات)
هندسة المرور أو هندسة مرور البيانات هي تطبيق نظريات هندسة المرور للطرق في مرور البيانات في شبكات الحاسوب. يقوم مهندسو المرور في الشبكات باستخدام القياسات و تطبيق نظريات الإحصاء و الطابور لتحسين استغلال قدرة الشبكة.